# Luca Gianinazzi
Luca Gianinazzi (1º gennaio 1993) è un allenatore di hockey su ghiaccio ed ex hockeista su ghiaccio svizzero.

## Palmarès

### Giocatore
- 1. Lega: 1

Chiasso/Biasca: 2015-16